# Rekinek leniwy
Rekinek leniwy (Poroderma africanum) – gatunek ryby chrzęstnoszkieletowej z rodziny rekinkowatych (Scyliorhinidae). Ze względu na efektowne ubarwienie, często prezentowany w publicznych akwariach morskich.

## Występowanie i biotop
Występuje u wybrzeży Afryki Południowej – w południowo-wschodnim Oceanie Atlantyckim i południowo-zachodnim Oceanie Indyjskim. Ukrywa się przy dnie wśród skał i wodorostów, w strefie pływów do głębokości około 250 m.

## Morfologia

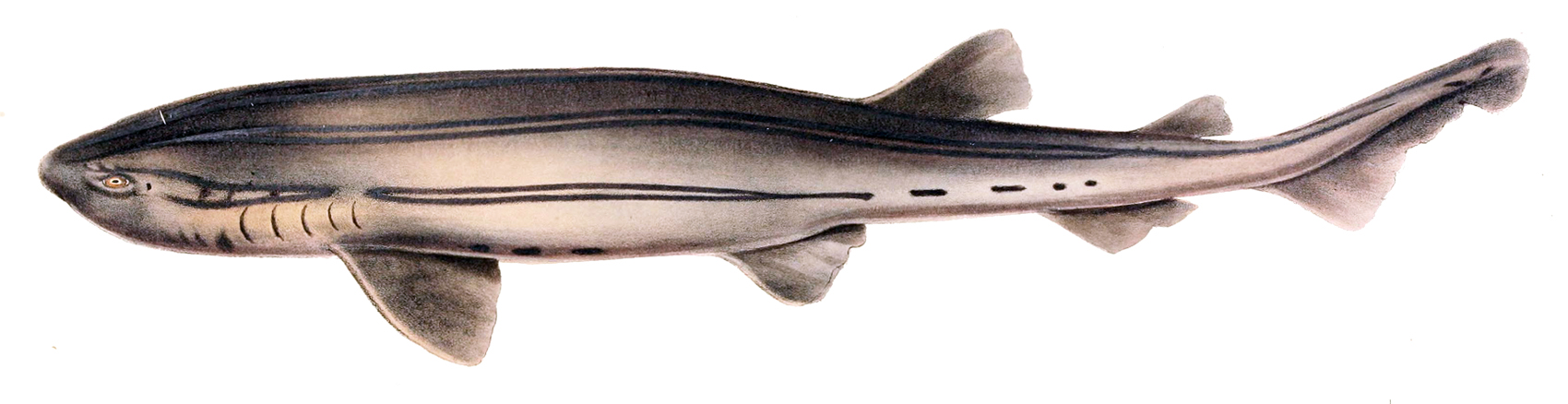
Rekinek leniwy na ilustracji z 1838

Osiąga długość około 1 m. Ciało smukłe, lekko spłaszczona głowa, duże oczy, pierwsza płetwa grzbietowa większa od drugiej, dobrze rozwinięte płetwy piersiowe. Małe wąsiki czuciowe na pysku. Ubarwienie brunatnoszare z siedmioma podłużnymi, czarnymi paskami (od nosa do ogona) – maskujące, przypominające cętki ubarwienie pozwala mu ukryć się przed większymi drapieżnikami.

## Ekologia i zachowanie
Poluje na ryby, ośmiornice, kałamarnice, kraby oraz krewetki. Jajorodny, dojrzałość płciową osiąga po kilku latach. W sezonie rozrodczym samica co trzy dni składa po dwa jaja. Żyje około 25 lat.